# Nhóm lợi ích
Nhóm lợi ích (ở Việt Nam hay sử dụng từ lợi ích nhóm) hay còn gọi nhóm vận động, nhóm áp lực xã hội là một tập thể gồm nhiều cá nhân, tổ chức cùng chia sẻ một mối quan tâm chung và cùng nhau thúc đẩy các mục tiêu đó bằng cách sử dụng các hình thức tuyên truyền vận động để tác động đến dư luận hoặc chính sách của chính phủ. Họ đã và tiếp tục đóng một phần quan trọng trong sự phát triển của hệ thống chính trị và xã hội. Các nhóm khác nhau đáng kể về kích thước, ảnh hưởng, và động cơ; một số có khác nhau, mục đích xã hội rộng rãi dài hạn, trong khi những người khác tập trung vào và là một phản ứng với một vấn đề hoặc một quan tâm nhất thời.
Động cơ cho hành động có thể dựa trên một chia sẻ quan điểm chính trị, tôn giáo, đạo đức, sức khỏe hoặc vị trí thương mại. Các nhóm sử dụng các phương pháp khác nhau để cố gắng đạt được mục tiêu của họ bao gồm cả vận động hành lang, các chiến dịch truyền thông, các phô trương công khai, các cuộc thăm dò, nghiên cứu, và cuộc họp chỉ dẫn chính sách. Một số nhóm được hỗ trợ hoặc được hậu thuẫn bởi lợi ích kinh doanh hay chính trị đầy quyền lực và gây ảnh hưởng đáng kể đến quá trình chính trị, trong khi những người khác có ít hoặc không có các nguồn tài trợ như vậy.
Một số nhóm này đã phát triển thành các tổ chức chính trị, xã hội hay phong trào xã hội quan trọng. Một số nhóm lợi ích đầy quyền lực đã bị cáo buộc thao túng hệ thống dân chủ cho lợi ích thương mại hạn hẹp  và trong một số trường hợp đã bị kết tội tham nhũng, gian lận, hối lộ, và các tội phạm nghiêm trọng khác;; kết quả là các vận động hành lang càng ngày càng phải được quy định. Một số nhóm, nói chung là những người có nguồn tài chính ít hơn, có thể sử dụng hành động trực tiếp và bất tuân dân sự và trong một số trường hợp bị cáo buộc là một mối đe dọa cho trật tự xã hội hoặc 'cực đoan trong nước. Nghiên cứu được bắt đầu để khám phá cách các nhóm vận động sử dụng phương tiện truyền thông xã hội để tạo điều kiện cho sự tham gia của công dân và hành động tập thể.

## Phân biệt giữa nhóm lợi ích và lợi ích nhóm
Trong khi nhóm lợi ích có những mặt tích cực và mặt tiêu cực, "lợi ích nhóm", theo PGS. TS Lê Quốc Lý, Phó giám đốc Học viện Chính trị Quốc gia Hồ Chí Minh, hàm nghĩa một nhóm người nào đó lấy lợi ích của nhóm mình làm trung tâm, làm mục tiêu duy nhất để hành động, xa rời lợi ích chung của đất nước, của xã hội, là chủ nghĩa ích kỷ, chỉ biết đến mình mà không đoái hoài đến lợi ích của những người liên quan.

## Lợi ích nhóm ở Việt Nam
TS. Lê Đăng Doanh nói về lợi ích nhóm hiện nay ở Việt Nam: "Lợi ích nhóm ở Việt Nam có đặc trưng là liên quan đến những người có chức, có quyền, nhất là quyền liên quan đến cán bộ, tài chính, ngân sách, đầu tư, đất đai, hầm mỏ, rừng, biển... Những người này có thể ở cấp trung ương, tỉnh, huyện, xã phường hay ở cấp sở, phòng, thậm chí cá nhân thanh tra, cảnh sát hay ở doanh nghiệp nhà nước, tập đoàn, dự án..." 
Ở Việt Nam, lợi ích nhóm tiêu cực phát triển khá phổ biến, hiện diện ở tất cả các lĩnh vực của đời sống kinh tế - xã hội. Nhưng, phổ biến nhất, tác hại và nguy hiểm nhất là lợi ích nhóm trong quá trình thực hiện chủ trương, chính sách phát triển kinh tế - xã hội và được thể hiện dưới các dạng sau đây :
- Tạo quan hệ với cấp trên, với cơ quan có thẩm quyền, khi cần thiết có thể "hối lộ" dưới mọi hình thức để giành được kinh phí, đề tài, dự án v.v... cho đơn vị, địa phương v.v... (trong khi có thể bố trí kinh phí, đề tài, dự án cho đơn vị, địa phương khác sẽ có lợi và hiệu quả hơn).
- Tạo quan hệ, móc ngoặc với những người có chức, có quyền quyết định để được bố trí vào các chức vụ mong muốn cho bản thân hoặc cho người thân trong gia đình, trong khi năng lực, phẩm chất không đáp ứng được yêu cầu của vị trí công tác đó.
- Nhà đầu tư, doanh nghiệp tạo quan hệ móc nối với cơ quan, người có thẩm quyền quyết định, hình thành nhóm lợi ích để xây dựng các dự án, chủ trương đầu tư hoặc giành được các dự án "phát triển kinh tế - xã hội" nhằm mục đích kiếm lợi, có chi trả % cho chủ đầu tư, không tính đến hiệu quả đầu tư hoặc hiệu quả thấp, miễn là "có việc" là "có ăn". Người có chức quyền, thoái hóa, biến chất, chỉ chăm lo thu vén lợi ích cá nhân, chỉ phê duyệt cho đơn vị, cá nhân nào biết quan hệ, biết điều, chi trả % đậm hơn.
- Các doanh nghiệp là "sân sau", đồ đệ trung thành của những người có chức, có quyền hình thành nhóm lợi ích, cố kết với nhau để cùng nhau có lợi ích, bảo vệ lợi ích cho nhau. Doanh nghiệp và các đồ đệ trung thành phải chăm lo lợi ích của "sếp" tạo dựng uy tín, lo lót để che chắn khuyết điểm của "sếp", để "sếp" được vào những vị trí công tác mong muốn v.v... Đến lượt "sếp" phải trả ơn, chăm lo lợi ích của các doanh nghiệp, đồ đệ của mình, phê duyệt cho họ những dự án "béo bở", cất nhắc họ vào những vị trí làm việc hứa hẹn nhiều bổng, lộc v.v...
- Một bộ phận cán bộ, công chức thoái hóa, biến chất trong các cơ quan có chức năng thanh tra, kiểm tra, giám sát, cơ quan điều tra v.v... cũng bị móc nối và vì lợi ích vị kỷ của mình hình thành nhóm lợi ích với các cơ quan, cán bộ, công chức là đối tượng thanh tra, kiểm tra, điều tra v.v... để che chắn khuyết điểm, thậm chí làm nhẹ tội cho các đối tượng này.

### Doanh nghiệp sân sau
"Có những người không chỉ một mà có tới 14, 15 sân sau", thủ tướng Nguyễn Xuân Phúc nói tại hội nghị đổi mới, nâng cao hiệu quả hoạt động doanh nghiệp nhà nước sáng 21/11/2018 .
Hồi tháng 7/2017, thông báo của Uỷ ban Kiểm tra Trung ương cho thấy một câu chuyện là, "sân sau" của lãnh đạo có thể kéo dài nhiều năm, qua nhiều vị trí khác nhau. Bà Phan Thị Mỹ Thanh, nguyên Phó bí thư Đồng Nai, trong thời gian làm Giám đốc Sở Công thương và Bí thư Huyện ủy Nhơn Trạch, đã tham gia điều hành Công ty TNHH Cường Hưng do chồng mình là cổ đông sáng lập, Chủ tịch Hội đồng thành viên.
Khi ngồi ở vị trí Phó chủ tịch UBND tỉnh, bà Thanh ký các văn bản của tỉnh chấp thuận cho Công ty Cường Hưng đầu tư dự án; thậm chí ký các văn bản không thuộc lĩnh vực phụ trách để cấp phép và gia hạn cho Công ty này kinh doanh bến thủy, mặt bằng, vật liệu xây dựng...
Lạ lùng là những vi phạm trên diễn trong gần 10 năm - bà Thanh làm Giám đốc Sở Công Thương năm 2008 - nhưng không rõ các cơ quan chức năng địa phương ở đâu, phải đợi đến khi Uỷ ban Kiểm tra Trung ương vào cuộc thì những điều rõ như ban ngày mới được trông thấy.
Một trường hợp khác là việc nguyên Bộ trưởng Giao thông Vận tải Hồ Nghĩa Dũng tham gia doanh nghiệp làm hầm Đèo Cả. Ông Dũng rời ghế lãnh đạo ngành giao thông vào tháng 8/2011 thì 8 tháng sau, ông tham gia "làm cố vấn" và sau đó là thành viên Hội đồng quản trị của một công ty hoạt động trong lĩnh vực mà ông có trách nhiệm quản lý khi là Bộ trưởng.
Sau khi báo chí công bố thông tin trên, ông Hồ Nghĩa Dũng đã rút khỏi vị trí trong ban lãnh đạo công ty này và doanh nghiệp cũng đưa ra lời xin lỗi.
Sự việc đã khép lại. Nhưng nó cho thấy rằng, một vị từng là thành viên Chính phủ vẫn có thể "quên" quy định do Chính phủ ban hành liên quan trực tiếp đến mình. Theo nghị định 102, thời gian không được kinh doanh đối với người thôi giữ chức vụ trong lĩnh vực giao thông vận tải ít nhất từ 12-18 tháng. Song mới nghỉ hưu được 8 tháng ông Hồ Nghĩa Dũng đã "đi làm".